# Gerdius iriomotensis
Gerdius iriomotensis är en stekelart som beskrevs av Kusigemati 1986. Gerdius iriomotensis ingår i släktet Gerdius och familjen brokparasitsteklar. Inga underarter finns listade i Catalogue of Life.